# 오쓰 아쓰시
오쓰 아쓰시(일본어: 大津 淳, 1932년 1월 2일 ~ )는 일본의 전 프로 야구 선수이다. 효고현 아카시시 출신이며 현역 시절 포지션은 외야수였다.

## 인물
아카시 고등학교(구제 아카시 중학교) 시절에는 포수로서 1947년 춘계 선발 대회(제19회 선발 중등학교 야구 대회)에 출전했는데 1차전에서 도쿠시마 상업고등학교(도쿠시마현)에게 패했다. 졸업 후 간사이 대학에 진학하여 외야수로 전향했고 간사이 6대학 야구 리그에서는 재학 중에 3번이나 팀의 우승을 이끌었다. 1953년 춘계 리그에서 수위 타자 타이틀을 차지하여 ‘미스터 간사이’라는 별명을 얻었고 리그 통산 93경기에 출전하여 319타수 102안타, 타율 0.320, 3홈런을 기록했다. 프로 구단으로부터 입단 권유를 받았지만 본인은 이를 거절하여 닛폰 생명에 입사한 뒤 회사내 사회인 야구팀에서 활약했다. 1955년 도시 대항 야구 대회에 젠카네보의 보강 선수로서 출전했다. 준결승전에서 결승 2루타를 날리는 등의 중심 타자로 활약했고 결승전에서도 가네가후치 화학을 누르고 우승을 장식했다.
1955년 12월에는 한신 전기철도에 입사했고 파견 형태로 오사카 타이거스에 입단, 이듬해 1956년부터 주전 외야수로 출전했다. 1957년에는 타격 10위권에 진입하면서 8위(타율 .262)를 기록할 정도의 좋은 성적을 남겼다. 1960년에는 한 경기에서만 포수로서 기용됐고 1961년을 마지막으로 현역에서 은퇴했다. 은퇴 후에는 한신 전기철도에 복귀하면서 근무했다.

## 상세 정보

### 출신 학교
- 효고 현립 아카시 고등학교
- 간사이 대학

### 선수 경력
- 닛폰 생명
- 오사카 타이거스·한신 타이거스(1956년 ~ 1961년)

### 개인 기록
- 올스타전 출장 : 2회(1956년, 1958년)

### 등번호
- 19(1956년 ~ 1961년)

### 연도별 타격 성적
| 연 도      | 소 속       | 경 기 | 타 석 | 타 수 | 득 점 | 안 타 | 2 루 타 | 3 루 타 | 홈 런 | 루 타 | 타 점 | 도 루 | 도 루 자 | 희 생 번 | 희 생 플 | 볼 넷 | 고 4 | 사 구 | 삼 진 | 병 살 타 | 타 율 | 출 루 율 | 장 타 율 | O P S |
| ---------- | ----------- | ----- | ----- | ----- | ----- | ----- | ------- | ------- | ----- | ----- | ----- | ----- | -------- | -------- | -------- | ----- | ---- | ----- | ----- | -------- | ----- | -------- | -------- | ----- |
| 1956년     | 오사카 한신 | 99    | 366   | 344   | 28    | 85    | 13      | 5       | 3     | 117   | 44    | 19    | 11       | 3        | 3        | 16    | 1    | 0     | 13    | 8        | .247  | .281     | .340     | .621  |
| 1957년     | 오사카 한신 | 128   | 485   | 451   | 60    | 118   | 13      | 5       | 8     | 165   | 56    | 7     | 9        | 4        | 6        | 22    | 1    | 2     | 19    | 12       | .262  | .299     | .366     | .665  |
| 1958년     | 오사카 한신 | 105   | 383   | 350   | 27    | 88    | 10      | 2       | 5     | 117   | 42    | 10    | 2        | 12       | 3        | 18    | 1    | 0     | 17    | 7        | .251  | .288     | .334     | .622  |
| 1959년     | 오사카 한신 | 115   | 416   | 378   | 31    | 90    | 14      | 0       | 5     | 119   | 24    | 4     | 7        | 8        | 1        | 27    | 1    | 2     | 16    | 8        | .238  | .292     | .315     | .607  |
| 1960년     | 오사카 한신 | 92    | 266   | 249   | 21    | 52    | 8       | 2       | 1     | 67    | 11    | 4     | 3        | 2        | 2        | 12    | 0    | 1     | 12    | 5        | .209  | .248     | .269     | .517  |
| 1961년     | 오사카 한신 | 92    | 190   | 175   | 14    | 45    | 12      | 1       | 2     | 65    | 17    | 2     | 3        | 3        | 1        | 11    | 0    | 0     | 10    | 8        | .257  | .301     | .371     | .673  |
| 통산 : 6년 | 통산 : 6년  | 631   | 2106  | 1947  | 181   | 478   | 70      | 15      | 24    | 650   | 194   | 46    | 35       | 32       | 16       | 106   | 4    | 5     | 87    | 48       | .246  | .286     | .334     | .620  |

- 오사카(오사카 타이거스)는 1961년에 한신(한신 타이거스)으로 구단명을 변경.